# 277.ª Divisão de Infantaria (Alemanha)
A 277ª Divisão de Infantaria (em alemão:277. Infanterie-Division) foi uma unidade militar que serviu no Exército alemão durante a Segunda Guerra Mundial.

## Comandantes
| Comandante                                  | Data                                        |
| ------------------------------------------- | ------------------------------------------- |
| Generalleutnant Karl Graf                   | 15 de junho de 1940 - 22 de julho de 1940   |
| Reformada                                   |                                             |
| Generalleutnant Helmuth Huffmann            | 10 de dezembro de 1943 - 5 de abril de 1944 |
| General der Nachrichtentruppen Albert Praun | 5 de abril de 1944 -10 de agosto de 1944    |

## Oficiais de operações
| Oberstleutnant Horst Freiherr von Wangenheim | 10 de janeiro de 1944-3 de julho de 1944 |
| Major Karl-Heinrich Kratochwila              | 3 de julho de 1944-?                     |

## Área de operações
| Alemanha  | junho de 1940 - agosto de 1940      |
| Reformada |                                     |
| Alemanha  | dezembro de 1943 - janeiro de 1944  |
| Croácia   | janeiro de 1944 - fevereiro de 1944 |
| França    | fevereiro de 1944 - agosto de 1944  |